# Irene Prampolini
Irene Prampolini (18 settembre 1996) è una pentatleta italiana.

## Biografia
Si è laureata campionessa mondiale a squadre agli europei di Minsk 2017 con Alice Sotero e Gloria Tocchi.
Agli europei di Bath 2019 ha vinto l'argento nella staffetta femminile, in coppia con Beatrice Mercuri, e il bronzo nella staffetta mista, assieme a Valerio Grasselli. 
Agli europei di Nižnij Novgorod 2021 ha vinto il bronzo a squadre, con Francesca Tognetti e Aurora Tognetti.

## Palmarès

### Per l'Italia
- Europei

Minsk 2017: oro a squadre;
Bath 2019: argento nella staffetta; bronzo nella staffetta mista;
Nižnij Novgorod 2021: bronzo a squadre;